# Aloe succotrina
Espèce
Classification APG III (2009)
Statut CITES
L’Aloe succotrina est une plante vivace succulente de la famille des aloéacées, selon la classification classique, ou des asphodélacées, selon la classification phylogénétique. Son nom évoque l'ile de Socotra au Yémen, où elle est présente, mais la plante est originaire d'Afrique du Sud.

## Description
Cette plante forme des rosettes denses pouvant atteindre 1,5 à 2 m de hauteur. Les feuilles épaisses et effilées, de couleur gris-vert tacheté de blanc, à la marge dentelée, sont recourbées vers le haut. La hampe florale unique, d'une longueur d'environ 1 m, apparaît vers le milieu de l'hiver. Les fleurs rouge orangé sont pollinisées par des oiseaux de la famille des nectariniidés.

## Habitat

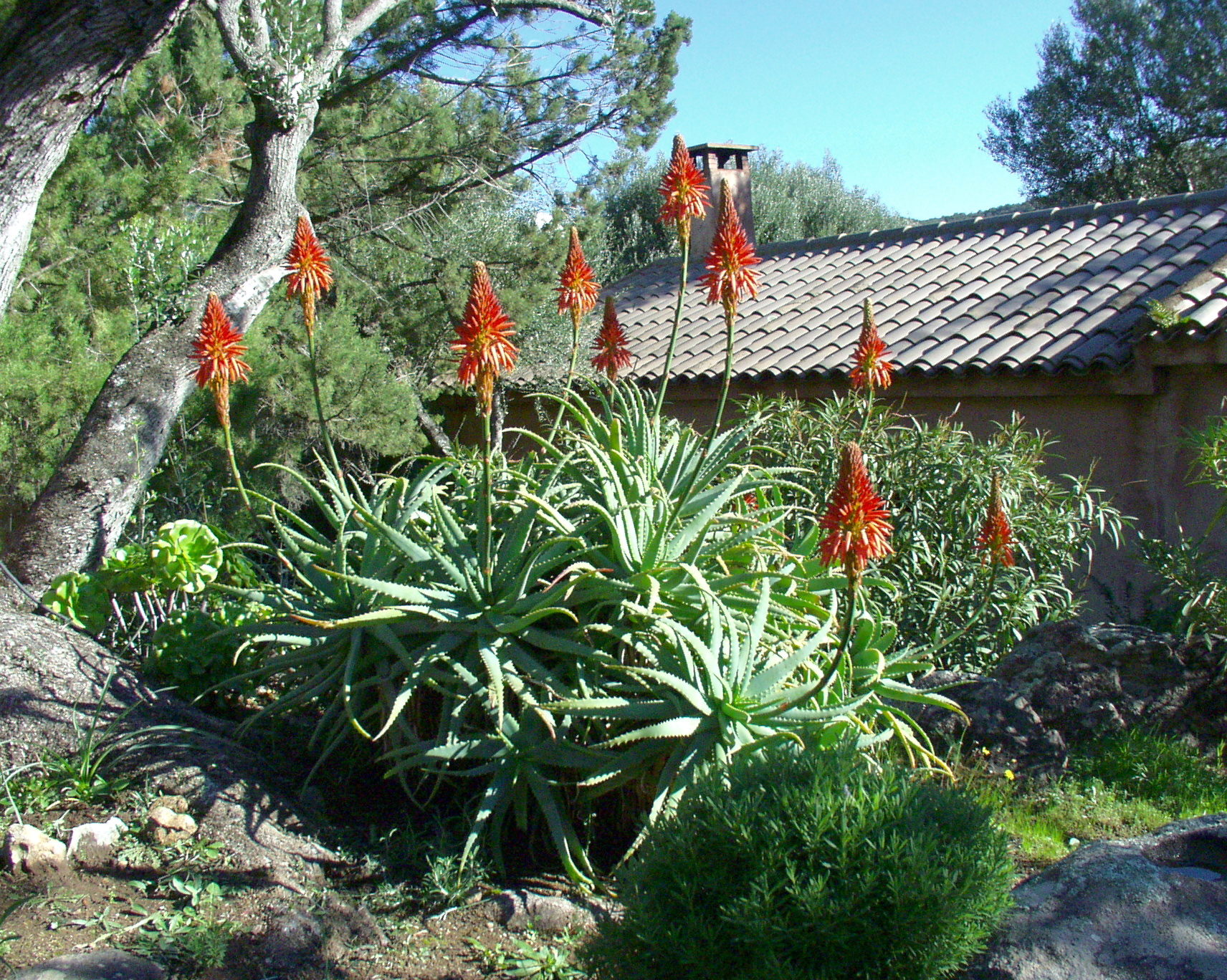
Aloe succotrina en fleurs, en Corse (le 01/01/2003).

L'Aloe succotrina pousse à flanc de montagne dans la région du Cap. On le retrouve sur les falaises et les rochers de grès quartzique. On le trouve dans les pays de climat méditerranéen.

## Utilisation
L'intérieur des feuilles renferme un gel visqueux utilisé comme émollient dans l'industrie cosmétique et pharmaceutique. On l'utilise entre autres pour soigner les irritations de la peau, les brûlures et les blessures légères. Le latex jaune qui provient de la partie externe de la feuille a des propriétés laxatives.
Elle est utilisée traditionnellement comme plante abortive, en application locale.